# Wacław Olszak (akademik)
Wacław Olszak, poljski inženir, predavatelj in akademik, * 24. oktober 1902, † 10. december 1980.
Olszak je deloval kot eden od rektorjev Mednarodnega centra za mehanične znanosti v Vidmu in bil dopisni član Slovenske akademije znanosti in umetnosti (od 29. marca 1979).